# Campomorone
Campomorone é uma comuna italiana da região da Ligúria, província de Génova, com cerca de 7.511 habitantes. Estende-se por uma área de 26 km², tendo uma densidade populacional de 289 hab/km². Faz fronteira com Bosio (AL), Ceranesi, Fraconalto (AL), Genova, Mignanego, Voltaggio (AL).

## Demografia
| Variação demográfica do município entre 1861 e 2011                               |
|                                                                                   |
| Fonte: Istituto Nazionale di Statistica (ISTAT) - Elaboração gráfica da Wikipedia |